# Mesto vezivanja
U biohemiji, mesto vezivanja je region na proteinu, DNK ili RNK sa kojim specifični drugi molekuli i joni — u ovom kontekstu kolektivno zvani ligandi — formiraju hemijsku vezu. Mesto vezivanja takođe postoji na antitelima kao specifično kodirani regioni koji vezuju antigene na osnovu njihove strukture.
Termin zasićenje se odnosi na frakciju totalnih mesta vezivanja koja su zauzeta u bilo koje vreme. Kad se više od jednog tipa liganda može vezati za mesto vezivanja, javlja se kompeticija. Ekvilibrijum postoji između nevezanih i vezanih liganda.
Mesto vezivanja takođe ispoljava hemijsku specifičnost za tipive liganda koji se mogu vezati, i afinitet, koji je mera jačine hemijske veze.
Mesta vezivanja su često važne komponente funkcionalne karakterizacije biomolekula. Na primer, karakterizacija mesta vezivanja supstrata jednog enzima je esencijalna da bi se modelovao reakcioni mehanizam odgovoran za hemijsku promenu od supstrata do produkta.
Specifičniji tip mesta vezivanja su mesta vezivanja transkriptionih faktora, koja su prisutna na DNK.